# Danneel Harris
Danneel Ackles(született Harris) (Lafayette, Louisiana, 1979. március 18. –) amerikai színésznő, modell és tornász.

## Élete
Elta Danneel Graul Lafayette-ben, Louisianaban született, 1979. március 18-án. A Eunice nevű kis városban nőtt fel. A szülei dédanyja után keresztelték Eltára. Szinte soha nem használta a teljes nevét, mindig csak a Danneelt. Unokatestvére Mary Lou is színésznő. Az iskola befejezése után Los Angelesbe költözött, hogy kitanulja a színészmesterséget.

### Karrierje
Mielőtt megkapta volna első filmes szerepét, modellként kereste a kenyerét. Ő volt a Big Sexy Hair and Juicy Jeans márkaarca. Első televíziós megjelenése egy reklámban volt. 2004-ben kapta meg első igazi főszerepét a The Plight of Clownana című filmben. Vendégszerepelt több sorozatban, köztük a WILAY-ben  és a Joeyban is.
A Bűbájos boszorkákban ő alakította egy epizód erejéig az "Új Paige"-t. Sokat edzett, és gyakorolta a táncot és az éneklést is. 2004-ben New Yorkba költözött, mert ott zajlottak a One Life to Live című sorozat felvételei, amiben Shannon McBain karakterét játszotta 68 epizód erejéig.
2005-ben kapta meg Rachel Gatina szerepét a CW népszerű sorozatában a Tuti Gimiben. A nézők pillanatok alatt megkedvelték a karakterét. A 3. és 4. szezonban kulcsszereplőként volt jelen, majd az 5. és 7. szezonban visszatért a karaktere. Az Így jártam anyátokkal című sorozat egy epizódjában is játszott, ahol eredetileg Sara Paxton alakította volna a karakterét, de őt "kidobták" a forgatásról.
Együtt szerepelt Elisabeth Harnois színésznővel a Ten Inch Hero című vígjátékban. Nagy sikert aratott a Kalandférgek filmekben Vanessa Fanning karakterének megformálásával. 2010-re ígérik a harmadik részt a filmből. 2008-ban szerepet kapott a Mardi Grass című filmben - amelyet csak 2010-ben mutattak be -, majd 2009-ben a Pomponsrácok című vígjátékban is kapott egy mellékszerepet Sarah Roemer és Molly Sims oldalán. 2010-ben érkezik a The Roommate című film, amelyben szintén mellékszereplőként tűnik fel, de már napvilágot látott a Friends with Benefits című vígjáték sorozat, amelyben Danneel főszerepet alakít Jessica Lucas és Annaliese van der Pol oldalán.

### Magánélete
2006-ban ismerkedett meg Jensen Ackles színésszel. 2009 novemberében tartották meg az eljegyzést. 2010. május 15-én mondták ki a boldogító igent, Dallasban.

## Szerepei
| Év          | Eredeti cím                               | Magyar cím                        | Szerep                     | Megjegyzés                               |
| ----------- | ----------------------------------------- | --------------------------------- | -------------------------- | ---------------------------------------- |
| 2003 – 2004 | One Life to Live                          |                                   | Shannon McBain             | 68 epizód                                |
| 2004        | What I Like About You                     |                                   | Kate                       | 4 epizód                                 |
| 2004 - 2005 | Joey                                      | Joey                              | Katie                      | 3 epizód                                 |
| 2005        | JAG                                       | JAG – Becsületbeli ügyek          | Cameron 'Cammie' Cresswell | 2 epizód                                 |
| 2005        | Rule Number One                           |                                   | April                      |                                          |
| 2005 - 2009 | One Tree Hill                             | Tuti gimi                         | Rachel Gatina              | 52 epizód                                |
| 2007        | Ten Inch Hero                             |                                   | Tish                       | Együtt játszott benne Jensen Ackles-szel |
| 2007        | CSI: Crime Scene Investigation            | CSI: A helyszínelők               | Shasta McCloud             | 1 epizód                                 |
| 2008        | Extreme Movie                             |                                   | Melissa                    |                                          |
| 2008        | Harold & Kumar Escape from Guantanamo Bay | Kalandférgek 2. - Öbölből vödörbe | Vanessa Fanning            |                                          |
| 2008        | Free Radio                                | Kalandférgek 2. - Öbölből vödörbe | Saját maga                 | 1 epizód                                 |
| 2008        | How I Met Your Mother                     | Így jártam anyátokkal             | Nora Zinman                | 1 epizód                                 |
| 2009        | Still Waiting...                          |                                   | Sherry                     |                                          |
| 2009        | Fired Up                                  | Pomponsrácok                      | Bianca                     |                                          |
| 2009        | CSI: Miami                                | CSI: Miami helyszínelők           | Abby Dawson                | 1 epizód                                 |
| 2009        | Trust Me                                  |                                   | Jessica                    | 1 epizód                                 |
| 2009        | NCIS                                      | NCIS - Tengerészeti Helyszínelők  | Jessica Shore              | 1 epizód                                 |
| 2010        | Mardi Gras                                |                                   | TBA                        |                                          |
| 2010        | The Back-up Plan                          | Ilyen a formám                    | Olivia                     |                                          |
| 2010        | Friends With Benefits                     |                                   | Sara Maxwell               |                                          |
| 2011        | The Roommate                              |                                   | Irene Crew                 |                                          |